# العلاقات السورينامية الموريتانية
العلاقات السورينامية الموريتانية هي العلاقات الثنائية التي تجمع بين سورينام وموريتانيا.

## مقارنة بين البلدين
هذه مقارنة عامة ومرجعية للدولتين:
| وجه المقارنة                                              | سورينام                        | موريتانيا                 |
| --------------------------------------------------------- | ------------------------------ | ------------------------- |
| المساحة (كم2)                                             | 163.27 ألف                     | 1.03 مليون                |
| عدد السكان (نسمة)                                         | 563.40 ألف                     | 4.42 مليون                |
| الكثافة السكانية (ن./كم²)                                 | 3.45                           | 4.29                      |
| العاصمة                                                   | باراماريبو                     | نواكشوط                   |
| اللغة الرسمية                                             | اللغة الهولندية                | اللغة العربية، لغة فرنسية |
| العملة                                                    | دولار سورينامي، غيلدر سورينامي | أوقية موريتانية، أوقية ‏   |
| الناتج المحلي الإجمالي (بليون دولار)                      | 3.32 مليار                     | 5.02 مليار                |
| الناتج المحلي الإجمالي (تعادل القوة الشرائية) بليون دولار | 9.07 مليار                     |                           |
| الناتج المحلي الإجمالي الاسمي للفرد دولار أمريكي          | 9.48 ألف                       |                           |
| الناتج المحلي الإجمالي للفرد دولار أمريكي                 | 16.64 ألف                      | 3.91 ألف                  |
| مؤشر التنمية البشرية                                      | 0.714                          | 0.506                     |
| رمز المكالمات الدولي                                      | +597                           | +222                      |
| رمز الإنترنت                                              | .sr                            | .mr                       |
| المنطقة الزمنية                                           | 00                             | 00                        |

## منظمات دولية مشتركة
يشترك البلدان في عضوية مجموعة من المنظمات الدولية، منها:
| علم المنظمة | اسم المنظمة                                 | تاريخ انضمام سورينام | تاريخ انضمام موريتانيا |
| ----------- | ------------------------------------------- | -------------------- | ---------------------- |
|             | يونسكو                                      | 16 يوليو 1976        | 10 يناير 1962          |
|             | وكالة ضمان الاستثمار متعدد الأطراف          | 2 يوليو 2003         | 8 سبتمبر 1992          |
|             | الأمم المتحدة                               | 4 ديسمبر 1975        | 27 أكتوبر 1961         |
|             | مجموعة دول أفريقيا والكاريبي والمحيط الهادئ | ?                    | ?                      |
|             | الاتحاد البريدي العالمي                     | ?                    | ?                      |
|             | البنك الدولي للإنشاء والتعمير               | 27 يونيو 1978        | 10 سبتمبر 1963         |
|             | منظمة التعاون الإسلامي                      | ?                    | ?                      |
|             | منظمة حظر الأسلحة الكيميائية                | ?                    | ?                      |
|             | الاتحاد الدولي للاتصالات                    | 15 يوليو 1976        | 18 أبريل 1962          |
|             | مؤسسة التمويل الدولية                       | 1 سبتمبر 2011        | 29 ديسمبر 1967         |
|             | منظمة التجارة العالمية                      | ?                    | 31 مايو 1995           |
|             | منظمة الشرطة الجنائية الدولية               | ?                    | ?                      |

## وصلات خارجية
- موقع وزارة الخارجية السورينامية